# Жозеф Мари Жакард
Жозеф Мари Жакард (на френски: Joseph Marie Jacquard, фамилията се произнася Жакар) 7 юли 1752 г., Лион, Франция – 7 август 1834 г.) е френски тъкач и търговец, изобретател, дал силен тласък на технологичната революция в текстилната промишленост.

## Биография
В началото Жакард е просто тъкач и търговец, но решава да направи машина, с която да произвежда по-бързо и по-качествено платове. Идеята за стан, така наречения Жакардов стан се ражда още през 1790 г., но първата му машина е готова едва през 1801 г. Тогава той за първи път демонстрира машината. Няколко години по-късно, вече усъвършенстван, той представя стан, който може да се програмира, за да се постигнат различни шарки.
Тъй като не патентова машината, Жакард получава доживотна пенсия от френското правителство и редица други награди, но същевременно печели и доста врагове в текстилната промишленост. Тъкачите на коприна в Лион например изгарят почти всичките му машини и нападат лично Жакард за това, че се опитва да ги лиши от прехрана. Според легендата, работниците блокирали тъкачните станове с дървените си обувки, наречени „сабо“, откъдето идва и думата „саботаж“. По-късно обаче предимствата на тъкачния стан на Жакард са оценени и през 1812 г. във Франция вече работят около 11 хил. машини.
Днес жакард се нарича текстилът, изтъкан на механичния стан, изобретен от Жозеф Мари Жакард.
На 12 април 1805 г. император Наполеон и императрица Жозефина посещават Лион и разглеждат новия стан на Жакард. На 15 април 1805 г. императорът издава патента на Жакардовия стан на град Лион. В замяна Жакард получава доживотна пенсия от 3000 франка; освен това той получава хонорар от 50 франка за всеки стан, който е закупен и използван през периода от 1805 до 1811 г. 
Жакард умира в Олен (Рона) на 7 август 1834 г.  Шест години по-късно в негова памет е издигната статуя в Лион, на мястото, където е унищожен неговият изложбен стан от 1801 г. 